# 小龙斯派罗：龙年
《小龙斯派罗：龙年》（又译作）是由Insomniac Games为PlayStation開發，由索尼互动娱乐發行的平台游戏，于2000年开始发售。《龙年》是《小龙斯派罗》系列的第三作，也是Insomniac Games开发的最后一个《小龙斯派罗系列》游戏（他们的下一部作品为PlayStation 2的《拉捷特與克拉克》）。游戏分别于2000年10月和11月在北美和欧洲地区发行，但不像前两作，该作并没有在日本发行。
游戏以其发行时的年份龙年命名。游戏中，玩家将扮演紫色小龙斯派罗来到“被遗忘的世界”找回被邪恶女巫偷走的150颗魔法龙蛋。玩家将探索30个不同的世界收集钻石和蛋。《龙年》推出了全新的角色和小游戏，也改进了画质和音乐。
游戏发行后成功在美国售出至少两百万套，并获得了不少评论家的赞赏。评论家们表示，游戏除繼承前作成功的设计外，還加入了更多的小游戏和更辽阔的环境。續作《小龙斯派罗：进入蜻蜓》延续了此游戏的剧情。游戏后以Greatest Hits形式再版，并收錄於2018年9月的重製合集《小龙斯派罗：重燃三部曲》中。

## 游戏玩法

游戏中斯派罗攻击名为“Rhynocs”的犀牛。

《龙年》主要以第三人称进行，游戏玩法和前作有些不同。游戏的主要目的是收集散布在37个世界的特殊龙蛋，这些蛋通常都被藏了起来，或是在玩家完成特定任务和关卡后作为奖励获得。《小龙斯派罗》的世界与“家园”和“中心”（能够前往许多其他不同关卡的大世界）相连接。要前往下一个中心，玩家必须先探索五个世界，收集特定数量的蛋，并打败一个头目。玩家不需要收集所有蛋以完成游戏的内容或进入新关卡，因为特定的蛋只有在之后返回世界时才能找到。钻石散布在不同的世界中，隐藏在货箱和罐子里。这些钻石可以用来贿赂一只名为 “Moneybags”（钱袋）的熊，以释放被抓住的“生灵”并启动能够帮助斯派罗进行任务的事物（例如吊桥）。玩家所收集到的蛋和钻石将会在之后计算已完成的总百分比。
玩家通常可以控制小龙斯派罗。斯派罗的状态表现在它的伙伴蜻蜓“Sparx”上，当斯派罗受到越来越多的伤害后，这只蜻蜓就会改变颜色并消失。如果玩家没有了蜻蜓，那么下一次伤害就会导致玩家死亡并在最后的保存点复活。食用称为“饲料”的生物就能让蜻蜓重新出现。斯派罗有不同的能力，包括喷火、游泳、潜水、滑行以及头撞，他可以使用这些能力来探索并与多个敌人战斗，这些敌人多数都是一种名为“Rhynocs”的犀牛。一些敌人只会受特定攻击影响。斯派罗可以跑入“加强之门”，以在限定时间内使用特殊能力。
除了斯派罗以外，《龙年》也推出了其他可操纵角色，名为“生灵”，玩家在游戏过程中就能够逐步解锁他们。生灵会阻塞着各自的关卡直到Moneybags释放他们，玩家随后可以在特定关卡操纵他们。每个家园中都会有一个特殊世界，玩家将会操纵非斯派罗角色。游戏总共有7个可操纵角色，每个都有自己的特殊能力。例如，袋鼠希拉能够进行二段跳，而伯德中士身上带有火箭炮且能无限飞行。
除了寻找龙蛋的主要任务以外，《龙年》中也出现了不少小游戏，与关卡分开并列入更小的区域里。《小龙斯派罗：利普多的愤怒》中的一些小游戏也增加了进来并进行了修改擴增，而其他则是全新的小游戏。玩家将操纵斯派罗或其他可操纵角色游玩这些小游戏。

## 剧情

### 角色和设定
小龙斯派罗在《龙年》的过程中受到许多角色的帮助。斯派罗是游戏的主角，而Sparx则是他的蜻蜓伙伴。Sparx可以显露玩家的身体状态，同时可以帮助玩家收集钻石，Sparx在特定关卡中会是可操纵角色。猎豹汉特也会援助斯派罗，指导玩家游戏玩法，同时在特殊赛跑关卡中是个可操纵角色。其他四个可操纵角色会在游戏过程中被Moneybags放走：袋鼠希拉、企鹅伯德中士、雪人本特利，以及猴子9号间谍。游戏的主要敌人是魔法师，她是被遗忘的世界中残忍的皇后。兔子比安卡是她的学徒兼爪牙，比安卡一开始阻碍斯派罗完成任务，不过在得知魔法师真正的目标后转换了立场。

### 故事
游戏以庆典开始，斯派罗和他的家属在庆祝每十二年一次的“龙年”，这一天新的龙蛋都会带到王国里。但在庆典中，名为比安卡的披风兔子女孩带领了一群名为Rhynocs的犀牛类生物入侵王国并偷走了所有龙蛋，把它们带回给魔法师并把蛋分散到其他世界。这些世界被分成了四个家乡王国：日出之秋、正午花园、傍晚之湖以及深夜之丘。斯派罗、Sparx和汉特于是被派出去找出小偷并找回龙蛋。
在追赶小偷的过程中，斯派罗发现了一个曾经有龙居住的世界，但现在已经被遗弃很久且被遗忘，这个世界已由魔法师和她的Rhynoc军团残忍地统治。斯派罗遇见了来帮助他的袋鼠希拉、企鹅伯德中士、雪人本特利和猴子9号间谍。希拉告诉斯派罗龙族离开王国后世界的魔法开始耗尽的故事。斯派罗在被遗忘的王国中探索了每个世界，得到了当地居民的帮助并找回龙蛋。他们之后得知魔法师并不是需要幼龙本身，而是要用幼龙的翅膀来配制让她长生不老的魔药。比安卡得知后，开始反对魔法师并决定帮助斯派罗打败她。斯派罗后来打败了魔法师，但魔法师在这场战斗中活了下来并等待着他。他又再一次打败魔法师并拿回了最后一颗龙蛋，最终斯派罗把所有幼龙归还到了龙之王国。

## 开发
《小龙斯派罗：龙年》的开发花了10个半月的时间，即从1999年11月至2000年9月；开发团队受到了其他游戏的影响，其中包括《毀滅戰士》系列和《古惑狼》系列。游戏发行前，官方宣传了名为“自动挑战调整”的新功能，Insomniac Games的執行長——泰德·普萊斯表示这个功能是用来“使游戏困难程度平衡”。关卡地图比起《小龙斯派罗2》要大上许多，这样可以增加更多小游戏；为了避免玩家迷失下一个目的地，这些小游戏区域和主要中心的入口分开进入。普莱斯表示他们选择添加生灵，而不只是给斯派罗添加更多动作是为了让游戏更加能有趣且形形色色。游戏名为《龙年》纯粹是因为其于2000年龙年发售，龙也就是地支中的辰。
在预览中，IGN、GameSpot等媒体表示画质已经改良，新角色和地点也将会出现。官方预览中的新的小游戏，IGN指出小游戏虽复杂却仍然简单。GameSpot的泰德·普莱斯表示全新的生灵会是此游戏的重点，但斯派罗的故事也不会被忽略。《龙年》也实施了软件破解保护以及之前也有的复制保护，以防止发布后的两个月内被黑客破解游戏。
即使游戏受到了大量正面评价，《龙年》仍是Insomniac Games开发的最后一款《小龙斯派罗系列》游戏。在访问中，执行长——泰德·普萊斯表示公司因无法对角色做任何新的事物而停止制作游戏，并且在开发单一系列游戏长达5年后，团队想要尝试一些不同的东西。未来的《小龙斯派罗》游戏则由Digital Eclipse、Equinoxe Digital Entertainment、Eurocom、Krome Studios、Étranges Libellules和Tantalus Media共同开发。

### 音乐
斯圖爾特·科普蘭德（摇滚乐团——警察乐队的前鼓手）在萊恩·貝瓦瑞奇的帮助下配乐并制作《龙年》的音乐。在乐团的间隙中，科普兰德配乐了几首电影配乐，也给前小龙斯派罗游戏写了首谱；普莱斯表示科普兰德给第三作制作的音乐是他但是最好的作品。
在访问中，科普兰德表示他在给《小龙斯派罗系列》音乐的创作都是在他游戏通关后开始的，他说这是为了找到每个世界的“气氛”。科普兰德提到给游戏作曲的挑战是创作出不但听起来有趣且能够互补游玩过程的音乐；他的方法是包含更加复杂的配和声和低音声部，这样就算聆听数次后玩家仍然会对音乐很新鲜。他称赞PlayStation支持CD格式以及高品质音频，于是没有任何技术约束可以妨碍他制作他想要的音乐。当游戏的视觉效果需要浩瀚的音乐时，科普兰德就会录制整个管弦乐总谱以制造出更加夸张的效果，但在游戏中“高能量”的部分也使用了更加有强大冲击力且节奏驱使的旋律。

## 发行和回响
《龙年》于2000年10月24日发行，大获好评，Metacritic基于15个评价给了此游戏91/100的平均分数。根据GameRankings，《龙年》的评分是所有PlayStation游戏中第十九高的。游戏在美国已经售出超过2百万套。其也从娛樂和休閒軟件發行商組織获得了“白金”销售奖项，成功在英国售出30万套游戏。画质和音乐經過改良的《龙年》将会和前两个《小龙斯派罗系列》游戏一起放入《小龙斯派罗：重燃三部曲》里。
GameSpot表示《龙年》的游戏玩法比起前作没有巨大差别，但新的可操纵角色、更精细的画质以及更多小游戏使游戏值得购买。IGN称赞游戏适合所有年龄，以及它巧妙的关卡与成功的多角色焦点。GamePro表示一旦玩家卡关的话，游戏就会自动降低难度，这是个很不错的功能。Next Generation的凯文·莱斯（Kevin Rice）提供了其中一个最正面的评语，他表示一流的关卡设计、凭直觉能知晓的游戏控制以及优良的画质让游戏成了最佳的《小龙斯派罗系列》游戏，同时总的来说可能也是最好的PlayStation游戏。PSXExtreme等出版物认为音乐帮游戏给不同的世界带来了气氛，而Allgame津津乐地道说“Insomniac Games应该要得到表扬，因为它意识到音乐在游戏中的重要性，音乐似乎提高了整个游戏体验”。角色配音和设计也成为了游戏被称赞的原因之一。
一些评论家批评游戏镜头有时变得很烦人，尤其是镜头无法赶上斯派罗的时候。Game Revolution的約瑟·帕拉珍（Joseph Parazen）发现音乐很好但没有任何特别之处，认为背景音乐和音效两者相当地一般，而角色配音则比以往好些。他也说如果游戏只有一个瑕疵，那么就是游戏太不原创了，不过之后他补充“在你真正去玩游戏的时候，故事展开并完美地交织在一起蛮有趣”。其他媒体认为该作的元素可能感觉太像前作了。

### 遊戲台詞
1. ↑  Insomniac Games. . PlayStation. 美国索尼互动娱乐. . A Desperate Rescue Begins... Dragon Elder: Find the eggs, and bring them back, Spyro. You're our only chance.
2. ↑  Insomniac Games. . PlayStation. 美国索尼互动娱乐. . No Hard Feelings. Sheila the Kangaroo: You dragons used to rule this entire world, you know. Then all of a sudden, you left. Whew. / Spyro the Dragon: Dragons used to live here!? / Sheila the Kangaroo: Didn't you know? They say it was over a thousand years ago, I think. / Spyro the Dragon: And they just left? / Sheila the Kangaroo: Yes, and the weird thing is after they left, all the magic in the world just sorta went with them.
3. ↑  Insomniac Games. . PlayStation. 美国索尼互动娱乐. . A Monster To End All Monsters. Bianca: What? All this time you've only wanted them for their wings!? / Sorceress: Of course, you ignorant girl. I need them for a spell, so I can live forever!
4. ↑  Insomniac Games. . PlayStation. 美国索尼互动娱乐. . Midnight Mountain. Bianca: Spyro, I know you don't trust me, but I want to help you stop the Sorceress.
5. ↑  Insomniac Games. . PlayStation. 美国索尼互动娱乐. . Super Bonus Round. Bianca: I don't know how she did it, Spyro, but the Sorceress must have survived that last battle! She's been waiting here all this time, saving up her magic to destroy you!